# NGTS-11
| 太陽 | NGTS-11   |
| ---- | --------- |
| 太陽 | Exoplanet |

NGTS-11 または TOI-1847 とは、地球からくじら座の方向に約600光年離れた場所に存在する12等級の恒星である。太陽の約8割程度の質量と半径を持つスペクトル分類が中期K型の橙色矮星である。周囲には2つの太陽系外惑星が公転していることが次世代トランジットサーベイ（NGTS）およびTESSによる観測データから発見されている。

## 惑星系
2020年にNGTS-11の周囲を公転している太陽系外惑星 NGTS-11b が存在することを確認したという研究論文がarXivに投稿された。NGTS-11bはトランジット法で発見された。公転周期は約35.5日で、主星から約 0.2 au 離れた位置を公転している。平衡温度は 435 K（162 ℃）と、トランジットを起こす木星型惑星の中では温度の低い惑星の1つである。
2022年には、TESSによって得られたNGTS-11系を含むトランジット惑星が存在することが知られている惑星系の観測データから、NGTS-11に2番目の惑星 NGTS-11c が存在していることが確認された。公転周期は12.77日である。なお、NGTS-11cは以前から「TOI-1847.02」としてTESS object of interestにリストされていた。
| 名称 （恒星に近い順） | 質量                  | 軌道長半径 （天文単位） | 公転周期 (日)      | 軌道離心率      | 軌道傾斜角        | 半径                  |
| --------------------- | --------------------- | ----------------------- | ------------------ | --------------- | ----------------- | --------------------- |
| c                     | —                     | —                       | 12.77              | —               | —                 | 4.7 R⊕                |
| b                     | 0.344+0.092 −0.073 MJ | 0.2010+0.0021 −0.0022   | 35.45533 ± 0.00019 | 0.13+0.10 −0.09 | 89.16+0.20 −0.29° | 0.817+0.028 −0.032 RJ |